# Moçarria
Moçarria é uma povoação portuguesa sede da Freguesia de Moçarria do Município de Santarém, freguesia com 12,11 km² de área e 965 habitantes (censo de 2021), tendo, por isso, uma densidade populacional de 79,7 hab./km².
Tem uma área coberta com olivais e culturas de regadio e sequeiro. Dista da sede do município 11 km.
As principais atividades económicas são a agricultura e pecuária.
Situada num outeiro, na chamada zona do "Bairro" de Santarém, junto ao Município de Rio Maior pelo lado poente, a freguesia da Moçarria dista 11 km da sede do seu município. O historiador Manuel Silva Conde, considera que o topónimo Moçarria é de origem árabe ou moçárabe (musta’rib ou muzarra) que significa alegria. Em 1364, de acordo com Torre do Tombo chamava-se Monsarria.
Esta freguesia, de criação muito antiga, aparece pela primeira vez referida num documento que data de 1284.
A moderna freguesia foi criada pelo decreto n.º 15.227, de 21/03/1928, com lugares desanexados da Freguesia de Abitureiras.
A sede da freguesia é hoje principal local de habitação de gentes que trabalham no exterior, quer como assalariados, quer como empresários. No entanto, a agricultura dominante no passado permanece como actividade importante, assim como a pecuária e a panificação.

## Demografia
A população registada nos censos foi:
| Distribuição da População por Grupos Etários | Distribuição da População por Grupos Etários | Distribuição da População por Grupos Etários | Distribuição da População por Grupos Etários | Distribuição da População por Grupos Etários |
| -------------------------------------------- | -------------------------------------------- | -------------------------------------------- | -------------------------------------------- | -------------------------------------------- |
| Ano                                          | 0-14 Anos                                    | 15-24 Anos                                   | 25-64 Anos                                   | > 65 Anos                                    |
| 2001                                         | 161                                          | 153                                          | 628                                          | 270                                          |
| 2011                                         | 153                                          | 107                                          | 594                                          | 282                                          |
| 2021                                         | 105                                          | 97                                           | 451                                          | 312                                          |

## Lenda sobre a origem do nome
Há muitos anos, no tempo em que existiram lutas e guerras para a conquista de terras, conta-se que alguns soldados passaram por aqui. Vendo que as pessoas mais velhas choravam, possivelmente pela tristeza sentida com os tempos de guerra e contrariamente viam as moças alegres e contentes mostrando a ingenuidade da idade. Perante estas duas cenas, os soldados referiam-se a esta localidade utilizando a expressão: "A terra onde a velha chorava e a moça ria".

## Desporto
A Moçarria tem um clube de futebol chamado Centro de Cultura, Recreio e Desporto Moçarriense.
O Centro Cultural Recreio e Desporto Moçarriense desenvolveu uma escola de futebol, onde se existem vários escalões de futebol.
Esta localidade conta com uma pista de motocross (Pista da Carneira) onde se realizam provas nacionais de motocross. Tendo um habitante como piloto, Luís Correia.
Apresenta ainda uma escola de BTT da Moçarria Aventura Clube.
Na Associação Progresso e Recreio e Desporto do Secorio, existe uma equipa de Karaté.